# Saincaize-Meauce
 Saincaize-Meauce  es una población y comuna francesa, situada en la región de Borgoña, departamento de Nièvre, en el distrito de Nevers y cantón de Imphy.

## Demografía
| 917 | 776 | 614 | 456 | 418 | 457 |
| Para los censos de 1962 a 1999 la población legal corresponde a la población sin duplicidades (Fuente: INSEE [Consultar]) |     |     |     |     |     |